# Вулиця Невелика (Львів)
Ву́лиця Невели́ка — вулиця в Залізничному районі Львова на Левандівці. Бічна вулиці Широкої, від якої веде нумерацію будинків. Проходить позаду зупинки громадського транспорту «Вулиця Широка» поблизу перехрестя Сяйво з Широкою паралельно до вулиці Дідушка. Має ґрунтове покриття без хідників.

## Історія та забудова
Від 1931 року вулиця називалася Гетьманська, від 1936 року — Підкоморська. 1950 року отримала сучасну назву. Забудова вулиці одноповерхова садибна. Збереглася лише парна сторона вулиці. Останні будинки на непарній були зруйновані в середині 2000-х років; з того часу на їхньому місці кіоски.